# Єнне
Єнне (італ. Jenne) — муніципалітет в Італії, у регіоні Лаціо,  метрополійне місто Рим-Столиця.
Єнне розташоване на відстані близько 60 км на схід від Рима.

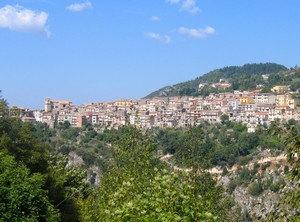

Населення — 361 особа (2014).

## Демографія
Населення за роками:

Станом на 1 січня 2023 року в муніципалітеті офіційно проживали 3 іноземці з 2 країн, серед них 2 громадяни країн Євросоюзу.

## Сусідні муніципалітети
- Арчинаццо-Романо
- Суб'яко
- Треві-нель-Лаціо
- Валлеп'єтра